# 711 Ocean Drive

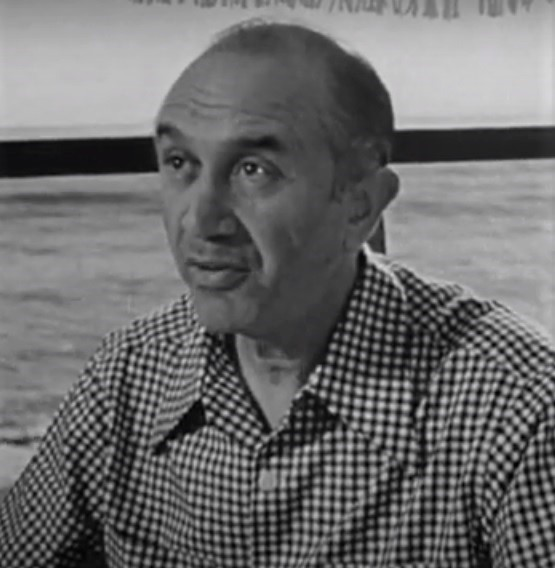
Sammy White dans une scène du film.

Pour plus de détails, voir Fiche technique et Distribution.
711 Ocean Drive est un film américain réalisé par Joseph M. Newman et sorti en 1950.

## Synopsis
Mal Granger travaille dans une entreprise de téléphonie. Expert dans son métier, il dépense tout son salaire à jouer aux courses. Mais les gains sont maigres. Son ami, Chippie Evans, qui prend les paris, le met en rapport avec Vince Walters. Ce dernier lui propose d'installer un vaste réseau téléphonique, afin d'assurer un meilleur suivi avec les bookmakers. Il accepte. Mais Walters est tué par l'un d'entre eux et Mal, déjà bien implanté dans les affaires, prend sa succession. Très vite, l'argent afflue, ce qui attire l'attention de la pègre du milieu hippique, dirigée par Carl Stephans, qui commence à s'intéresser à lui…

## Fiche technique
- Titre : 711 Ocean Drive
- Réalisation : Joseph M. Newman
- Scénario : Richard English, Francis Swann
- Chef opérateur : Franz Planer
- Musique : Sol Kaplan, Emil Newman (direction musicale)
- Production : Frank N. Seltzer pour Columbia Pictures
- Décors : Howard Bristol
- Costumes : Odette Myrtil
- Genre : Film noir
- Pays de production :  États-Unis
- Durée : 102 minutes
- Dates de sortie :
  - États-Unis : 1er juillet 1950

## Distribution
- Edmond O'Brien : Mal Granger
- Joanne Dru : Gail Mason
- Otto Kruger : Carl Stephans
- Barry Kelley : Vince Walters
- Dorothy Patrick : Trudy Maxwell
- Don Porter : Larry Mason
- Howard St. John : Lieutenant de police Pete Wright
- Robert Osterloh : Gizzi
- Sammy White : Chippie Evans
- Sidney Dubin : Mendel Weiss
- Bert Freed : Steve Marshak
- Carl Milletaire : Joe Gish
- Charles La Torre : Rocco
- Chuck Hamilton : Kelly
- Charles Jordan : Tim
- Al Hill : Al
- Fred Aldrich : Peterson
- Gail Bonney : la maîtresse de Walters
- Phillip Barnes
- Jay Barney : Detective Carter
- Frank Dae
- George DeNormand
- William Getts
- Edward Grandpere
- Joe Gray
- Harry Lauter
- George Magrill
- Hank Mann
- Earl Merritt
- Ralph Montgomery : Sonny
- Cleo Moore : la maîtresse de Mal
- Joey Ray
- Jack Raymond
- Walter Sande
- Larry Steers
- Amzie Strickland
- Duke Watson
- Jack Weiler